# Henry Assaillit
Henri Assaillit, né le 27 juillet 1895 à Perpignan et mort le 30 juin 1962 à Artigues, était commissaire de police, propriétaire-agriculteur, résistant et homme politique français.

## Mandats
- Maire d'Artigues (1945-1955), dans le Donezan,
- Conseiller général du canton de Quérigut (1944-1955),
- Président du Conseil général de l'Ariège (1945-1949),
- Sénateur de l'Ariège (1948-1955) Vice-président du Groupe Socialiste.

Il est président de la Chambre d'agriculture de l'Ariège et président de la Mutualité sociale agricole de l'Ariège.
Membre du Parti socialiste SFIO.